# Regimiento de Infantería «Príncipe» n.º 3

Escudo del Regimiento Infantería "Príncipe" n.º 3 con los atributos o adornos exteriores adoptados durante el reinado de Juan Carlos I.

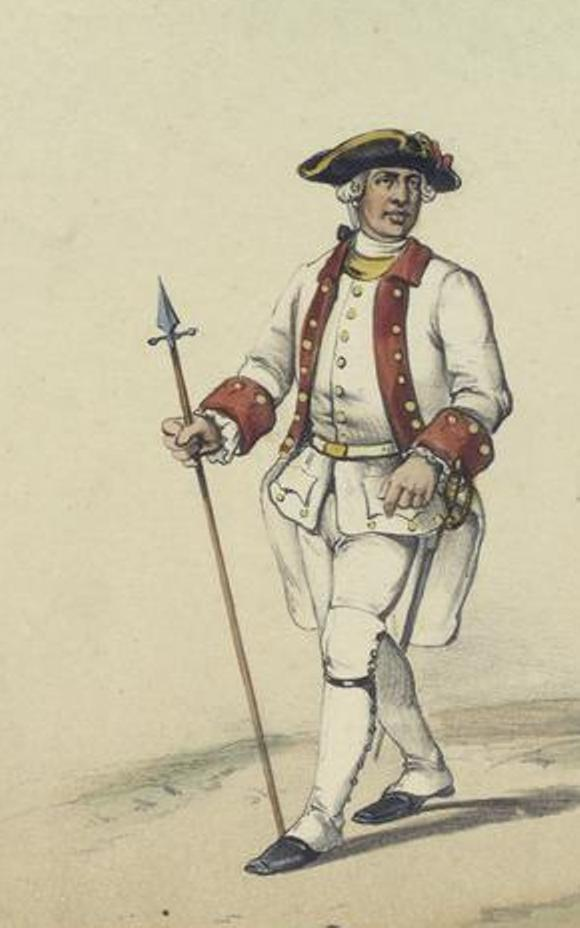
Oficial del Regimiento de Lombardía (1766).

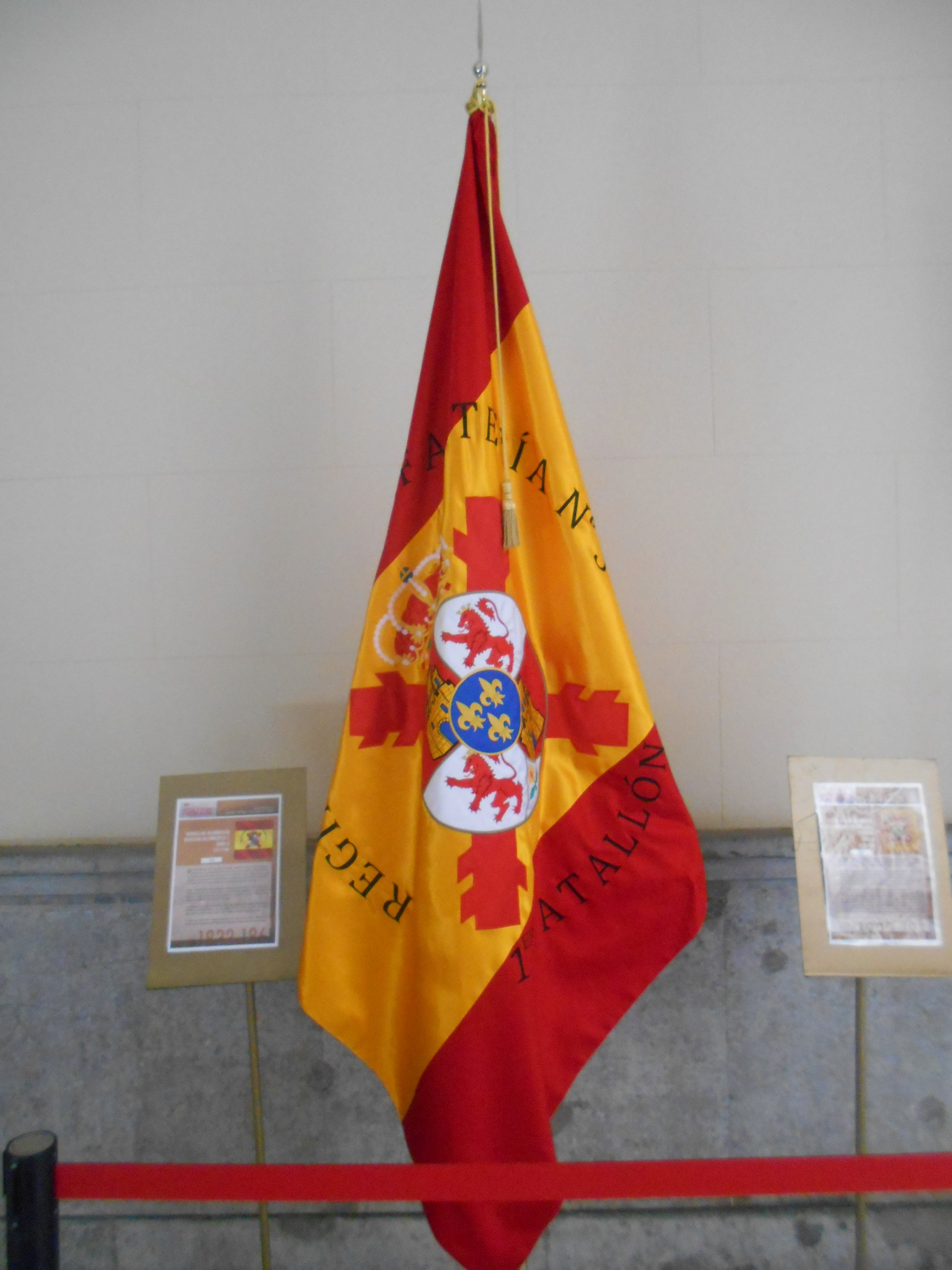
Bandera del Regimiento de Infantería del Príncipe n.º 3, reinado de Isabel II (1833-1868), Gobierno Militar de Barcelona

El Regimiento de Infantería «Príncipe» n.º 3, entre 1988 y 2016 Regimiento de Infantería Ligera Aerotransportable y Regimiento de Infantería Ligero, es un  regimiento  de infantería del Ejército de Tierra Español. Actualmente está ubicado en Asturias, en el acuartelamiento Cabo Noval, formando parte de la Brigada «Galicia» VII. Es apodado El Osado.

## Historial
Mereció el sobrenombre de "El Osado" y su grito de guerra fue "Santiago" y "Lombardia". Combatió por su patria en los campos de Italia, Alemania, Francia, África, América y España. Veneraba por patrona a Nuestra Señora del Rosario.
El antecedente del regimiento está en el Tercio de Lombardía creado por Carlos V  mediante un Reglamento Orgánico expedido el 6 de noviembre de 1537. Su primer Maestre de Campo fue Rodrigo de Ripalda. Se le considera uno de los cuatro Tercios Viejos de la infantería española. Para frenar la ambición del rey francés, el emperador convino con el Pontífice y los duques de Ferrara y Milán que cada uno sostendría en el Milanesado un Cuerpo de tropas. En consecuencia, se formaron tres divisiones de fuerzas españolas que fueron destinadas, respectivamente, a los territorios de Nápoles, Sicilia y Lombardía; estas se denominaron «Tercios». El tercero de estos, por guarnecer el  Milanesado tomó el nombre de Tercio Ordinario del Estado de Milán.
El personal de estos Tercios se enganchaba por tiempo limitado. El de Lombardía fue licenciado a poco de recibir aquel nombre, pero el Emperador lo admitió de nuevo a su servicio a principios de 1537, conservando su nombre y antigüedad.
Sufrió Lombardía las variaciones impuestas a los «Tercios departamentales» por el Reglamento de 21 de septiembre de 1560, y en virtud de este mandato quedó reducido a diez el número de doce compañías que anteriormente lo formaban, y toma el nombre de  Tercio de Lombardía.
En 1702 se le da el número «1» de los Tercios españoles de Italia. En septiembre de 1704, y por Ordenanza de  Felipe V, el Tercio fue reducido a regimiento sobre el mismo pie que los demás del Ejército y se denominó Regimiento de Lombardía n.º1 (de Italia). Continuó con este nombre, aunque varió de numeración, hasta el año 1776 en que, con fecha 19 de noviembre y estando este Cuerpo en América, cambió el nombre por el de «Regimiento de Infantería Príncipe n.º 2», en honor del heredero de  Carlos III. Por reorganización del Ejército en 1815, cambió el n.º 2 por el n.º 4 y quedó de guarnición en  Madrid.
En 1823 perdió su nombre y quedaron sus fuerzas divididas en dos batallones, que se denominaron «Batallón de Infantería n.º 7» y «Batallón de Infantería n.º 8», que actuaron en la Guerra Constitucional. Los batallones fueron disueltos cuando el  Fernando VII se halló otra vez en toda la plenitud de su autoridad; pero el Reglamento de 23 de abril de 1824 devolvió al regimiento del Príncipe su actividad verificándose la reorganización en  Santander con tres batallones y con el nombre de «Regimiento de Infantería Príncipe n.º 2». Sirvieron de base para su organización las siguientes unidades: Regimiento Reina Amalia e Infante don Carlos, y batallones  Cura Merino, Cazadores del Rey, Bessieres, y 1.º Cántabro. Las unidades se establecieron en Santoña, Vitoria y  Tolosa.
Cambió de número en 1826, en el que se le dio el «3» y siguió con la misma denominación hasta que en 1873 se le dio el de Regimiento de Infantería Ontoria n.º3 e intervino en la tercera guerra carlista.
Restablecida la monarquía bajo el reinado de  Alfonso XII, vuelve a tomar el nombre de «Regimiento de Infantería Príncipe n.º 3», quedando de guarnición en Bilbao hasta que en 1893 pasó a Oviedo, donde permanece acuartelado.
En 1931 los «Regimientos Príncipe n.º 3» y «Tarragona n.º 78» se fusionaron, constituyendo el Regimiento de Infantería n.º 3, volviendo en 1935 a denominarse Regimiento de Infantería Milán n.º3. En 1936 cambia el número «3» por el «32», y ya en el año 1943 volvió a la numeración del «3», encuadrado en la «División 72».
En 1960 recibió el nombre de «Agrupación de Infantería Milán n.º 3», volviendo en 1963 a su título tradicional de «Regimiento de Infantería Milán n.º 3». En 1977 volvió a denominarse «Regimiento de Infantería Príncipe n.º 3». En 1988 se denominó «Regimiento de Infantería Aerotransportable Príncipe n.º 3», encuadrado en la  BRILAT.

## Recompensas y distinciones
Los collares del Toisón de Oro y de Carlos III que orlan su escudo, son privilegios concedidos al tercio de Lombardía. En 1702, con la llegada de Felipe V a Italia, el Tercio de Lombardía obtiene la honra de dar la guardia al monarca, y este, para recompensar sus muchos méritos, dispuso que figurara el primero entre todos los Tercios de Infantería existentes en el Ejército de Italia.
En 1836 Se concede a su bandera su primera corbata de la Cruz Laureada de San Fernando, por las acciones de Arlabán, Escaro y Villarrobledo.
En 1856 recibirá la segunda, por la actuación del regimiento en los sucesos políticos ocurridos en Madrid los días 14, 15 y 16 de julio.
En 1937 le otorgan la tercera corbata de la Cruz Laureada de San Fernando, por su participación durante los tres meses de sitio en Oviedo (19-7-1936 a 17-10-1936). A las fuerzas se les concedió la Cruz Laureada Colectiva, común a todos los defensores de dicha ciudad.
1940. Medalla Militar Colectiva, por la liberación de Oviedo a 420 hombres del Cuerpo recuperados de permiso y mandados por el comandante don Juan Castro López.
En 1954 recibe la Corbata de la Medalla de Oviedo, concedida en sesión de la Comisión Municipal Permanente del día 9 de septiembre. Fue impuesta a la bandera el 17 de octubre del mismo año, por Orden del Gobierno Militar de Asturias, de 15 del mismo mes y año.

## Principales hechos de armas
- Guerra con Francia
  - 1537. Asalto y toma de la plaza de Chiki. Rendición de Chierasco, Albano y Carmañola.
  - 1542. Socorro de Coni. Asalto de Chierasco.
  - 1543. Sitio y toma de Duren (durante este asalto corrió el mito por el Ducado de Kleves de que los españoles trepaban por las paredes lisas)
  - 1546. Toma de Francfurt.
  - 1547. En este año es célebre el Tercio por el paso del río Elba en la batalla de Mühlberg. Sitio de Wuttemberg.
  - 1552. Intento de romper el sitio de Metz. Toma de los baluartes de Theruan y Hesdin, y de las plazas de Cassal y Orfanella.
  - 1554. Batalla de Renti
  - 1557. Batalla de San Quintin. Toma de Chatelet, Haín y Noyón.

- Guerra de África
  - 1541. Sitio de Argel. batalla de Karwán.
  - 1560. Defensa de Cervi.
  - 1564. Reconquista del peñón de la Gomera. Socorro de Malta.
  - 1573. Conquista de Túnez, La Goleta y Bizerta.

- Guerra en Italia
  - 1615. Toma de Rocaverano.
  - 1617. Sitio y toma de Vercelli.
  - 1621. Campaña de la Valtelina.
  - 1636. Batalla de Tornavento.
  - 1637. Toma del castillo de Frontano. Socorro de Rocca de Arazzo.
  - 1638. Sitio y toma de Vercelli. Batalla y rendición de Cencio. Toma de Villanuova. Asalto y toma de Turín.
  - 1640. Defensa de Turín.
  - 1641. Batalla de Bestagno.
  - 1647. Socorro de Tórtona.
  - 1648. Ataque de Casale-Maggiore.
  - 1653. Batalla del Cerro.
  - 1655. Defensa de Pavía.
  - 1656. Combate de Fontana-Santa y Bormida.
  - 1657. Socorro de Alejandría.
  - 1693. Batalla de Orbassano.

- Guerra de sucesión española
  - 1702. Batalla de Castel-Nuovo.
  - 1704. Sitio y toma de Vercelli, Ivrea y Verona.
  - 1706. Toma de Ciudad Rodrigo.
  - 1708. Toma de Barbacena.
  - 1710. Asalto de Miranda de Duero. Batalla de Villaviciosa.
  - 1713. Sitio y asalto de Barcelona.

- Expedición a Italia
  - 1731. Conquista de Lunegiana, Moza y Venza.
  - 1734. Rendición de Nápoles y Barletta. Batalla de Bitonto.
  - 1743. Batalla de Campo-Santo.
  - 1744. Toma de Tortona, Plasencia, Pavía y Alejandría.
  - 1748. Batalla de Plasencia.

- Campaña de Portugal
  - 1762. Toma de Braganza y Chaves. Sitio y toma de Almeida.

- Guerra en América
  - 1780. Expedición contra Mobila

- Guerra con Francia
  - 1793. Ataque de Sara. Conquista de Castell-Piñón. Combate en las alturas de Baztán. Ocupación de Cornellá. Asalto al arrabal de Perpiñán. Ataque y toma de Vernot. Batalla de Trouillas. Conquista del castillos de Collioure.

- Guerra con Portugal
  - 1801. Sitio y ocupación de Campomayor.

- Guerra de la Independencia Española
  - 1808. Ataque y ocupación de Bilbao
  - 1809. Combate y conquista de Villafranca del Bierzo. Batalla de Tamames. Batalla de Medina del Campo. Combate de Alba de Tormes.
  - 1810. Acción de Canta el Gallo.
  - 1811. Defensa de Badajoz.

- Primera guerra carlista
  - 1833. Combates de Villafranca de Montes de Oca, Peñacerrada, Marquina, Azcoitia y Azpeitia.
  - 1834. Ataque de Oñate.
  - 1836. Acciones de las líneas de Arlabán, Escaro y Villarrobledo.
  - 1837. Batallas de Barbastro y de Graá.
  - 1838. Defensa de Galdácano.
  - 1839. Toma del puente de Belascoáin.

- Guerra de África
  - 1860. Batallas de Castillejos, Tetuán y Wad-Ras.

- Sucesos políticos
  - 1856. Combates los días 14, 15 y 16 de julio alrededor del Congreso, paseo del Prado y palacio Real.
  - 1866. Combate del cuartel de San Gil.

- Tercera guerra carlista
  - 1872. Acciones de Mañaría y Ceánuri.
  - 1873. Guernica, Puerto-Gárate, Galdácano, Monte-Hernio, Usúrbil, Velabieta, en las que destaca el regimiento al tomar las posiciones enemigas.
  - 1874. Se distingue en Villabona, Somorrostro y la batalla de Monte-Muro. Interviene en las acciones de Cardona.
  - 1875. Defensa de Balaguer. Acciones de Santa Bárbara, Ripoll y El Bruch, donde obtiene señalado triunfo. Ataque y toma de la torre de Solsona con episodios heroicos. Combates de Seo de Urgel, Sort y Áger.
  - 1876. Las acciones de El Baztán, monte del Centinela, Peña Plata y Vera.

- guerra de Cuba
  - 1896. Toma del campamento de Uyao y Laguna de Cono. Operaciones de Guantánamo y Sagua. Combate de Santa Cruz.
  - 1897. Reconocimientos y conducción de convoyes.
  - 1898. Operaciones en Guantánamo, Jamaica, Palmar, Felicidad y Tiguabos.

- Campañas de Marruecos
  - 1909. Ocupación de Zoco-El-Had de Beni Sicar, concesión de la Cruz de Segunda Clase de la Real y Militar Orden de San Fernando al Cabo Noval.
  - 1921. Operaciones en La Esponja, Gurugú, Yazanen, Dar-Drius y Tizzi-Assa.
  - 1925. Desembarco de Alhucemas.

- Sucesos Revolucionarios de Asturias
  - 1934. Defensa de Oviedo.

- Campaña 1936-1939

Escudo de la Unidad de Servicios de Base «Cabo Noval».

  - 1936. Defensa de Oviedo, Pando y Cadellada.
  - 1938. Acciones de Las Inviernas, vértice de los Morrones y defensa de Renales y Abánades. Estuvo presente en los frentes de Somosierra, Las Navas del Marqués, Navalperal de Pinares, Borox, Jarama y Pingarrón.
  - 1939. Operación en Albacete.

## Organización actual
Se encuentra organizado en dos batallones, ambos en el acuartelamiento de Cabo Noval en Siero, Asturias.
- Batallón de Infantería Protegida "San Quintín" I/3.

- Batallón de Infantería Protegida "Toledo" II/3.

El Regimiento forma parte, junto con el Regimiento Isabel la Católica, de la Brigada «Galicia» VII (BOP-VII), con cuartel general en Pontevedra.

## Himno del Regimiento
Orgullosa está la Infantería
porque honra en su escudo el laurel
y de gozo vibra el alma mía
pues es mío ese escudo también
Soy soldado que anhela victorias,
descendiente del Cabo Noval;
quiero dar a mi Patria más gloria
jalonando con lauros la Historia
de mi Madre, la España Inmortal
Regimiento Príncipe,
las rosas rojas de tu primavera
trenzadas están en verde laurel.
Por España y su Bandera
Gozosos la vida dieran
los Soldados del Príncipe
¡Por la Patria y su Bandera!
¡Regimiento Príncipe!
Al combate voy con alegría
es mi lema luchar con valor
y en los hechos de aquel Lombardía
se forjaron mi temple y honor.
Si en la lucha la muerte viniera
mi deseo, sería al morir,
que el sudario que el cuerpo cubriera
La Bandera rojo y gualda fuera
pues morir por la Patria es vivir.
Regimiento Príncipe,
las rosas rojas de tu primavera
trenzadas están en verde laurel.
Por España y su Bandera
Gozosos la vida dieran
los Soldados del Príncipe
¡Por la Patria y su Bandera!
¡Regimiento Príncipe!